# Альменєвська сільська рада
Альме́нєвська сільська рада (рос. Альменевский сельский совет) — сільське поселення у складі Альменєвського району Курганської області Росії.
Адміністративний центр та єдиний населений пункт — село Альменєво.
Населення сільського поселення становить 3828 осіб (2017; 4310 у 2010, 4496 у 2002).